# Demetrio Carceller Arce
Demetrio Carceller Arce (Madrid, 1962) és un empresari català, president de la petroliera Disa i l'empresa d'alimentació Damm.

## Biografia
És net de l'empresari i ministre franquista Demetrio Carceller Segura i fill de Demetrio Carceller Coll, qui va ser president del Banc Comercial Transatlàntic. La seva mare és Carmen Arce Ochoa. Va néixer a Madrid, va es va llicenciar en Ciències Empresarials a la Universitat Complutense i va començar a treballar al Banco Santander de Negocio entre 1985 i 1989, quan va marxar als Estats Units per complementar els seus estudis amb un màster a l'escola de negocis de la Universitat de Duke (Carolina del Nord). De tornada va treballar un temps com a consultor a Mckinsey & Co, fins que el 1992 es va incorporar a Damm, inicialment com a conseller.
Quan van vendre el Banc Transatlàntic, la seva família va comprar accions de diverses empreses del sector agroalimentari i energètic, entre les quals, de Damm. Després d'uns anys com a conseller, el 1994 va ser nomenat president de la companyia.
Des del 1998 és president del Grup Disa. També és un dels primers accionistes i vicepresident i membre del consell d'administració de Sacyr.
El 2012 fou nomenat vicepresident d'Ebro Foods, sent-ne un dels accionistes més importants.
Ha sigut president de Cerveceros de España i entre 2012 i 2016 ho fou de Cervesers d'Europa.Amb un patrimoni el 2012 de 1150 milions d'euros, forma part de la llista Forbes.
El setembre de 2016 va arribar a un acord amb la Fiscalia anticorrupció (que sol·licitava 48 anys de presó) en el qual es reconeixia culpable de 13 delictes per un frau de 103 milions contra la hisenda pública per elusió continuada de pagaments d'impostos (IRPF, patrimoni i successions) entre 2003 i 2009. Va haver de tornar uns 93 milions d'euros (quantitat menor al frau) i fou condemnat a una pena de 13 mesos.

## Premis i reconeixements
- 2022- Empresari de l'any per la Cambra EUA- Espanya.[1][8]